# Transformada de Laplace en circuitos
La Transformada de Laplace es una herramienta muy poderosa para la resolución de Circuito RLC. La ecuación diferencial que está en el dominio del tiempo mediante la Transformada de Laplace pasan al dominio en campo s, dominio de Laplace. Una vez resuelto, efectuando las respectivas operaciones algebraicas, se aplica la Transformada Inversa de Laplace para obtener la respuesta en el dominio del tiempo.
Las técnicas de Transformada de Laplace son muy útiles para resolver ecuaciones con condiciones iniciales.

## Definición
Para un {\displaystyle t\geq \;0} la Transformada de Laplace se define como:
{\displaystyle L[f(t)]=\int _{0}^{\infty \;}f(t)e^{-st}\,dt=F(s)}

## Función

### Transformaciones
Aplicando la Transformada de Laplace se puede mostrar la equivalencia de una resistencia, una bobina, y un condensador en función de sus condiciones iniciales en serie:

### Resistencia
{\displaystyle v(t)=i(t)R\;\Leftrightarrow \;V(s)=I(s)R\;}

### Bobina
{\displaystyle v(t)=L{\frac {di(t)}{dt}}\Leftrightarrow \;V(s)=sLI(s)-Li(0)}
{\displaystyle i(0)} es la corriente de la bobina en el instante {\displaystyle t=0^{-}}

### Condensador
{\displaystyle v(t)={1 \over C}\int i(t)dt\Leftrightarrow \;V(s)={1 \over s\,C}I(s)+{1 \over s}v(0)}
{\displaystyle v(0)} es el voltaje en el condensador en el instante {\displaystyle t=0^{-}}

## Aplicación
Para analizar un circuito RLC usando la transformada de Laplace hay dos métodos:
1º Escribir las ecuaciones temporales, aplicar la transformada de Laplace, resolver en el dominio de Laplace y finalmente volver al dominio del tiempo usando la transformada inversa.
2º Escribir el circuito equivalente en el dominio de Laplace y resolver directamente en él (con atención a las condiciones iniciales). 
Si el objetivo es conocer la respuesta en frecuencia no es necesario volver al dominio temporal. 

### Ejemplo 1
Hallar {\displaystyle i(t)\;}; para {\displaystyle t\geq \;0}, siendo {\displaystyle v(t)=2e^{-}3t,\;R=3,\;L=1,\;C=0.5\;}cuyas condiciones iniciales son {\displaystyle i(0)=4A\;y\;V(0)=8V}
Solución
{\displaystyle I(s)={\frac {{\frac {2}{s+3}}+4-{\frac {8}{s}}}{3+s+{\frac {2}{s}}}}}
{\displaystyle ={\frac {2s+4s^{2}+12s-8s-24}{(s^{2}+3s+2)(s+3)}}}<p?
{\displaystyle I(s)={\frac {4s^{2}+6s-24}{(s+1)(s+2)(s+3)}}}
Mediante Fracciones Parciales se tiene:
{\displaystyle I(s)={\frac {4s^{2}+6s-24}{(s+1)(s+2)(s+3)}}}{\displaystyle ={\frac {A}{s+1}}+{\frac {B}{s+2}}+{\frac {C}{s+3}}}
Desarrollando
{\displaystyle A={\frac {4s^{2}+6s-24}{(s+2)(s+3)}}{\Bigg |}_{s=-1}=-13}
{\displaystyle B={\frac {4s^{2}+6s-24}{(s+1)(s+3)}}{\Bigg |}_{s=-2}=20}
{\displaystyle C={\frac {4s^{2}+6s-24}{(s+1)(s+2)}}{\Bigg |}_{s=-3}=-3}
Entonces
{\displaystyle I(s)={\frac {-13}{s+1}}+{\frac {20}{s+2}}+{\frac {-3}{s+3}}}
Aplicando la Transformada Inversa de Laplace obtenemos la solución del problema en el dominio del tiempo
{\displaystyle i(t)\;=\;-13e^{-t}+20e^{-2t}-3e^{-3t}}

### Ejemplo 2: reparto de carga entre dos condensadores
Enunciado: supongamos dos condensadores: C1 y C2 que contienen una carga inicial expresada por los voltajes {\displaystyle v_{o1}} y {\displaystyle v_{o2}}. Los condensadores están conectados a través de una resistencia R y un interruptor ideal (sin resistencia y que conmuta instantáneamente). Si el interruptor se cierra en el instante t=0, calcular: la corriente máxima y el voltaje final.
Solución:
{\displaystyle {1 \over sC_{1}}I(s)+{v_{o1} \over s}+I(s)R+{1 \over sC_{2}}I(s)-{v_{o2} \over s}=0}
Despejando la corriente I(s) resulta:
{\displaystyle I(s)\left(R+{1 \over sC_{1}}+{1 \over sC_{2}}\right)={v_{o2}-v_{o1} \over s}\Rightarrow I(s)={v_{o2}-v_{o1} \over sR+{1 \over C}}}
Donde {\displaystyle C={C_{1}C_{2} \over C_{1}+C_{2}}}, es decir el equivalente serie de los dos condensadores. Note que los condensadores están conectados en serie a través de tierra.
Utilizando una tabla de transformadas inversas se puede volver al dominio del tiempo: {\displaystyle i(t)={v_{o2}-v_{o1} \over R}e^{-{1 \over RC}t}}. Ahora ya podemos responder a la primera pregunta: la corriente en el instante t=0 es {\displaystyle {v_{o2}-v_{o1} \over R}}, es decir: la diferencia de voltajes iniciales entre la resistencia.
El voltaje final puede calcularse por el principio de conservación de la carga. Sin embargo, aquí lo vamos a obtener utilizando Laplace. Nótese que la corriente final es cero, es decir, después de un cierto tiempo los voltajes v1 y v2 convergen. Así que podemos calcular el voltaje final a través de v1 o v2 indistintamente. La ecuación para {\displaystyle V_{2}(s)} es:
{\displaystyle V_{2}(s)={1 \over sC_{2}}I(s)+{v_{o2} \over s}\Rightarrow V_{2}(s)={1 \over sC_{2}}{v_{o2}-v_{o1} \over sR+{1 \over C}}+{v_{o2} \over s}}
Para calcular la transformada inversa hace falta descomponer la primera fracción como se explica en el ejemplo 1. Sin embargo no es necesario para calcular el valor final de {\displaystyle v_{2}} puesto que podemos aplicar el teorema del valor final {\displaystyle \lim _{t\to \infty }v_{2}(t)=\lim _{s\to 0}sV_{2}(s)}. Al resolver el límite el voltaje final queda:
{\displaystyle v_{2,final}={(v_{o1}-v_{o2})C \over C_{2}}+v_{o2}={v_{o1}C_{1}+v_{o2}C_{2} \over C_{1}+C_{2}}}
que es el mismo resultado que se obtiene aplicando el principio de conservación de la carga.